# Січинецька сільська рада
Січине́цька сільська́ ра́да — адміністративно-територіальна одиниця та орган місцевого самоврядування в Дунаєвецькому районі Хмельницької області. Адміністративний центр — село Січинці.

## Загальні відомості
- Населення ради: 937 осіб (станом на 2001 рік)

## Населені пункти
Сільській раді підпорядковані населені пункти:
- с. Січинці
- с. Панасівка

## Склад ради
Рада складається з 20 депутатів та голови.
- Голова ради: Севастьянова Антоніна Володимирівна
- Секретар ради:

### Керівний склад попередніх скликань
| Прізвище, ім'я, по батькові         | Основні відомості                                                 | Дата обрання | Дата звільнення |
| ----------------------------------- | ----------------------------------------------------------------- | ------------ | --------------- |
| Радіонова Людмила Антонівна         | Сільський голова, 1957 року народження, освіта вища, позапартійна | 26.03.2006   | 31.10.2010      |
| Радіонова Людмила Антонівна         | Сільський голова, 1957 року народження, освіта вища, позапартійна | 31.10.2010   | 11.12.2011      |
| Білецький Володимир Васильович      | Сільський голова, 1956 року народження, безпартійний              | 11.12.2011   | 10. 2016        |
| Севастьянова Антоніна Володимирівна | Староста, 1973 року народження, безпартійна                       | 10. 2016     |                 |

Примітка: таблиця складена за даними сайту Верховної Ради України

### Депутати
За результатами місцевих виборів 2010 року депутатами ради стали:

#### За суб'єктами висування
| Суб'єкт висування                      | Кількість обраних депутатів | %  |
| -------------------------------------- | --------------------------- | -- |
| Самовисування                          | 18                          | 90 |
| Народна партія                         | 1                           | 5  |
| Партія Християнсько-Демократичний Союз | 1                           | 5  |

#### За округами
| № округу                               | Прізвище, ім'я, по батькові         | Дата визнання обраним | Освіта             | Партійна приналежність                      | Відомості про обраного депутата                       |
| -------------------------------------- | ----------------------------------- | --------------------- | ------------------ | ------------------------------------------- | ----------------------------------------------------- |
| Народна Партія                         |                                     |                       |                    |                                             |                                                       |
| 6                                      | Надвірняк Володимир Іванович        | 02.11.2010            | вища               | позапартійний                               | ДЕД-625, зав.складом                                  |
| Партія Християнсько-Демократичний Союз |                                     |                       |                    |                                             |                                                       |
| 19                                     | Боднарчук Лілія Василівна           | 02.11.2010            | вища               | член Партії Християнсько-Демократичний Союз | загальноосвітня школа І-ІІ ст., вчитель               |
| Самовисування                          |                                     |                       |                    |                                             |                                                       |
| 1                                      | Крупельницька Леся Петрівна         | 02.11.2010            | середня спеціальна | позапартійна                                | Від. Почтовзв'язку, поштар                            |
| 2                                      | Рапацька Тетяна Миколаївна          | 02.11.2010            | середня спеціальна | позапартійна                                | приватний підприємець, магазин «Тетяна»               |
| 3                                      | Костирін Віктор Олександрович       | 02.11.2010            | середня спеціальна | позапартійний                               | Дит.садок, кочегар                                    |
| 4                                      | Севастьянова Антоніна Володимирівна | 02.11.2010            | середня спеціальна | позапартійна                                | Сільська рада, секретар                               |
| 5                                      | Лесик Тетяна Володимирівна          | 02.11.2010            | середня спеціальна | позапартійна                                | Центр.бібліотека, бібліотекар                         |
| 7                                      | Костюк Марія Миколаївна             | 02.11.2010            | середня спеціальна | позапартійна                                | приватний підприємець                                 |
| 8                                      | Маратова Валентина Юріївна          | 02.11.2010            | середня спеціальна | позапартійна                                | приватний підприємець                                 |
| 9                                      | Коломієць Олександр Валентинович    | 02.11.2010            | вища               | позапартійний                               | Дунаєв РЕМ, нач.дільниці                              |
| 10                                     | Білецька Валентина Миколаївна       | 02.11.2010            | середня спеціальна | позапартійна                                | Січинці фельдшерсько-акушерський пункт, фельдшар      |
| 11                                     | Горголюк Олександр Миколайович      | 02.11.2010            | вища               | позапартійний                               | ПП Техавто, керівник ПТК                              |
| 12                                     | Паразінська Валентина Борисівна     | 02.11.2010            | вища               | член Народно-демократичної партії (НДП)     | пенсіонер                                             |
| 13                                     | Саварин Любов Вікторівна            | 02.11.2010            | середня спеціальна | позапартійна                                | Магазин «Тетяна», продавець                           |
| 14                                     | Січинський Микола Петрович          | 02.11.2010            | середня спеціальна | позапартійний                               | тимчасово не працює                                   |
| 15                                     | Зайцев Андрій Вікторович            | 02.11.2010            | вища               | позапартійний                               | Сільхозуправління, агент                              |
| 16                                     | Олійник Алла Михайлівна             | 02.11.2010            | середня спеціальна | позапартійна                                | Клуб с. Панасівка, зав. клубом                        |
| 17                                     | Вербіцка Валентина Євгенівна        | 02.11.2010            | середня спеціальна | позапартійна                                | Панасівський фельдшерсько-акушерський пункт, фельдшар |
| 18                                     | Муляр Леонід Миколайович            | 02.11.2010            | середня спеціальна | позапартійний                               | Хмельн обленерго, електрик                            |
| 20                                     | Павзенюк Анатолій Володимирович     | 02.11.2010            | вища               | позапартійний                               | Управ. Агропром.розвитку, юрист консультант           |